# پارک ملی کویگورودسکی
پارک ملی کویگورودسکی (انگلیسی: Koygorodsky National Park) یک پارک ملی حفاظت‌شده در جمهوری کومی کشور روسیه است.